# Irina Omelciuc
Irina Omelciuc (* 22. September 1983) ist eine moldauische Leichtathletin und Sommerbiathletin.
Irina Omelciuc verpasste bei den Balkan-Junioren-Leichtathletikmeisterschaften 2002 in Istanbul als Viertplatzierte im 2000-Meter-Hindernislauf einen Medaillengewinn. Im selben Jahr lief sie im 3000-Meter-Hindernisrennen in Belgrad mit 11.05,48 Minuten Landesrekord. Bei den Sommerbiathlon-Europameisterschaften 2008 in Bansko wurde sie mit vier Schießfehlern Achte, im Massenstartrennen wurde sie disqualifiziert. Im Mixed-Staffelrennen trat die Moldauerin als Startläuferin an und wurde mit Dimitria Ciobanu, Vitalie Gheorghiță und Viorel Gheorghiță Fünfte.

## Belege
1. ↑   Balkan Juniors Championships 2002 (Memento vom 20. August 2008 im Internet Archive)
2. ↑   Leichtathletik-Bestzeiten Moldaus (Memento vom 14. Januar 2010 im Internet Archive)

| Personendaten    | Personendaten                                   |
| ---------------- | ----------------------------------------------- |
| NAME             | Omelciuc, Irina                                 |
| KURZBESCHREIBUNG | moldauische Leichtathletin und Sommerbiathletin |
| GEBURTSDATUM     | 22. September 1983                              |